# 普鲁士称臣 (油画)
普鲁士称臣 (波蘭語：Hołd pruski）是波兰画家扬·马特伊科的一幅油画，1879-1882年绘于克拉科夫（当时属于奥匈帝国）。油画描绘普鲁士称臣这一波兰文艺复兴时期的重大政治事件，1525年4月10日，普鲁士公爵阿尔布雷希特,在克拉科夫中央集市广场，向波兰国王齊格蒙特一世致敬并宣誓效忠。马特伊科描绘了三十多位波兰文艺复兴时期的重要人物，并将几位实际上没有出席活动的人也包括在内。
这幅画美化了波兰历史和波兰文化中的这一事件，以及国王的威严。同时，这幅画的色调较深，反映了18世纪末波兰陷入困境，普鲁士王国成为瓜分波兰的列强之一。一些人认为这幅画是反普鲁士的，预示着它对波兰的背叛；另一些人也指出，这也是对波兰的批评，因为马特伊科表现这一看似胜利的时刻是空洞的、浪费的胜利。马特伊科创作这幅画是为了提醒别人他所热爱的不再独立的国家的历史，以及历史命运的变化。这幅画是他的杰作之一。